# Schloss Gilgenbühel

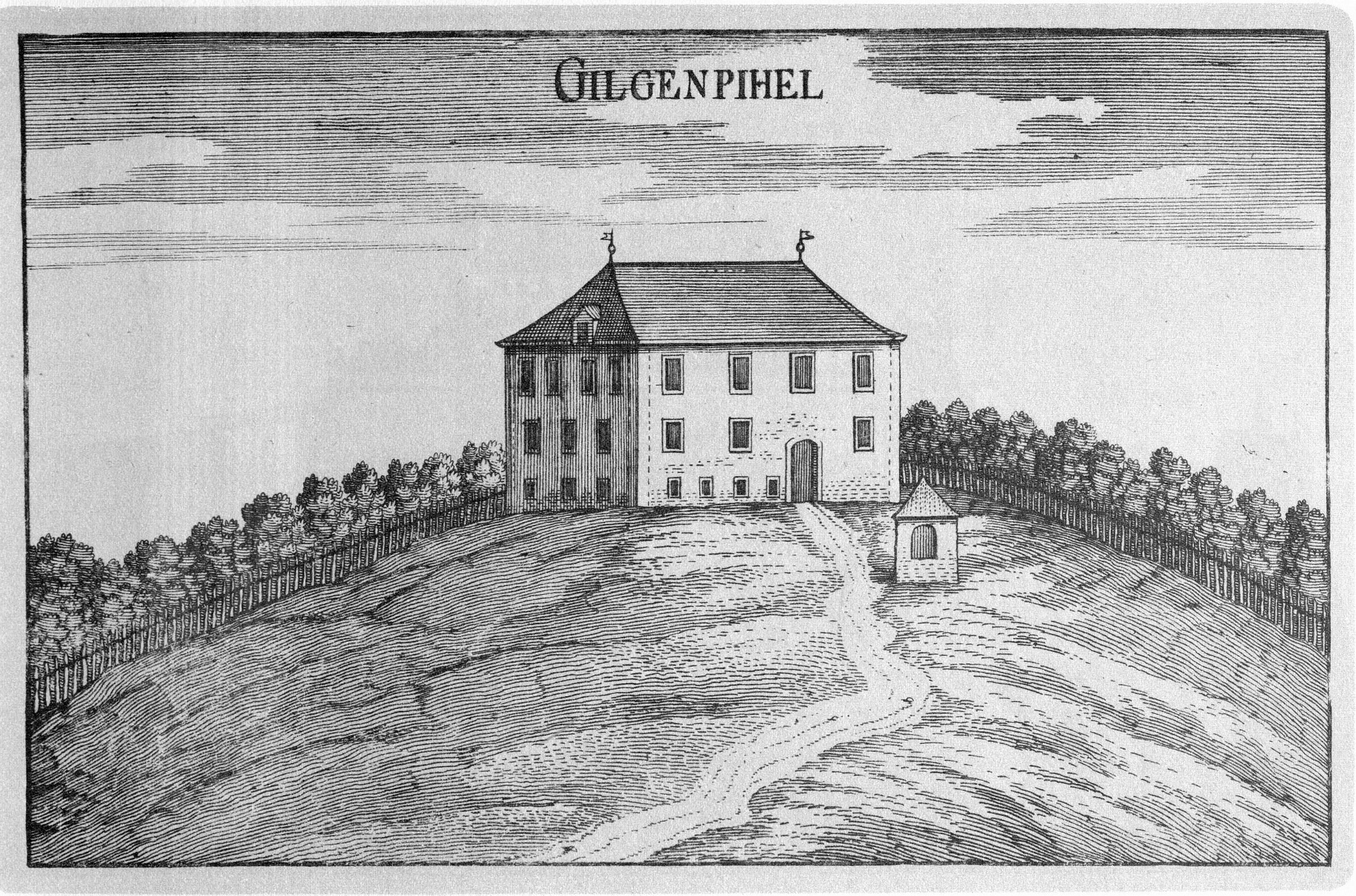
Das Schloss Gilgenbühel nach Georg Matthäus Vischer 1681 in Topographia Ducatus Stiriae

Schloss Gilgenbühel war ein Schloss in der heutigen Gemeinde Mooskirchen im Bezirk Voitsberg in der Weststeiermark. Seine Geschichte lässt sich bis in die zweite Hälfte des 16. Jahrhunderts zurückverfolgen. Während seines Bestehens war das Schloss im Besitz mehrerer Adelsfamilien, ehe es am Ende des 18. Jahrhunderts abgetragen wurde.

## Lage
Das Schloss befand sich laut Robert Baravalle im Nordwesten der heutigen Gemeinde Mooskirchen, in der Ebene bei der Ortschaft Stögersdorf an der Stelle des heutigen Bauernhofes mit dem Vulgonamen Schwabel. Laut der vom Steiermärkischen Landesarchiv herausgegebenen Topographie des Bezirkes Voitsberg befand sich das Schloss vermutlich an der Stelle das heutigen Bauernhofes mit dem Vulgonamen Schlosswastl an der Adresse Stögersdorf Nr. 4, der heutigen Adresse Vogelbichl Nr. 2.

## Geschichte
Das Schloss wurde in der Zeit um 1580 oder bald danach von Hans Gilgenberger erbaut, der durch Heirat mit Rosine, der Tochter von Hans Prantner, einen Anteil an der Herrschaft Winterhof erhalten hatte und am 18. Dezember 1596 Mitglied der steirischen Landsmannschaft wurde. Der Sohn von Hans, Wolf Sigmund Gilgenberger, tauschte 1629 das Anwesen mit Hans Friedrich von Pranckh gegen dessen Prankherhof in Graz ein.
Von Hans Friedrich von Pranckh ging das Schloss zusammen mit den Fischrechten in der Kainach am 19. Dezember 1630 an Sigmund Kugelmann von Edenfels. Wolf Rudolf von Saurau kaufte das Gut am 21. März 1658 Sigmunds Sohn Georg Sebastian Kugelmann ab. Über Isabella von Saurau kam Gilgenbühel im Jahr 1669 an Gottfridt Graf Breuner. Der Besitzer des Schlosses Winterhof, Johann Caspar von Kellersperg, kaufte das Anwesen am 6. Mai 1670, wodurch es wiederum am 9. März 1676 an Nikolaus Graf Lodron kam. Einer anderen Quelle nach war ab 1668 Johann Karl von Saurau im Besitz von Gilgenbühel, welcher das Gut im Jahr 1675 an Johann Caspar von Kellersperg und es kam erst 1680 in den Besitz des Grafen Lodron. Der Graf Lodron vereinigte das Anwesen mit seiner Herrschaft Winterhof. Nachdem im Jahr 1710 die Galler in den Besitz der gesamten Herrschaft Winterhof gekommen waren, wurde das Anwesen Gilgenbühel zu einem Bauernhof umgewandelt. Es wurde später verlassen und dem Verfall preisgegeben, ehe es am Ende des 18. Jahrhunderts abgetragen wurde. Reste des Kellergewölbes waren noch bis in die Mitte des 19. Jahrhunderts vorhanden.

## Beschreibung
Beim späteren Schloss dürfte es sich ursprünglich um einen Bauernhof handelt, welcher von Hans Gilgenberger zu einem Edelsitz ausgebaut wurde. Das zweigeschoßige Gebäude hatte einen rechteckigen Grundriss und verfügte über einen kleinen Turm.
Zum Schloss gehörten Untertanen in fünf Ämtern swoei ein kleines Dominikalgut.